# Geheimrat Doktor Oldenburg
Geheimrat Doktor Oldenburg es una variedad cultivar de manzano (Malus domestica).
Criado en 1897 en la estación de Vid, Frutas y Horticultura, Geisenheim, Alemania. Las frutas tienen una carne fina y suave con un sabor subacido.

## Sinónimos
- "Oldenburg",
- "Geheimrat Oldenburg",
- "Geheimrat Dr. Oldenburg".[5]

## Historia
'Geheimrat Doktor Oldenburg' es una variedad de manzana, a partir del cruce de 'Minister von Hammerstein' x 'Baumann's Reinette'. Criado en la estación de Vid, Frutas y Horticultura, Geisenheim, 1897.
'Geheimrat Doktor Oldenburg' está cultivada en diversos bancos de germoplasma de cultivos vivos tales como en National Fruit Collection (Colección Nacional de Fruta) de Reino Unido con el número de accesión: 1958-065 y Nombre Accesión : Geheimrat Doktor Oldenburg.

## Características
'Geheimrat Doktor Oldenburg' tiene un tiempo de floración que comienza a partir del 1 de mayo con el 10% de floración, para el 7 de mayo tiene una floración completa (80%), y para el 14 de mayo tiene un 90% caída de pétalos.
'Geheimrat Doktor Oldenburg' tiene una talla de fruto mediano; forma globoso cónica, con una altura de 63,67 mm, anchura de 66,75 mm; con nervaduras ausentes, corona muy débil; epidermis con color de fondo verde amarillo, con sobre color rojo en una cantidad de color superior media, con sobre patrón de color rayado / moteado, "russeting" (pardeamiento áspero superficial que presentan algunas variedades) muy bajo; pedúnculo varía de corto y grueso a largo y delgado, colocado en una cavidad peduncular profunda y moderadamente estrecha; cáliz es grande y medio abierto, ubicado en una cuenca calicina bastante profunda pero ancha; carne crujiente, y color de la pulpa amarillenta, carne fina y suave con un sabor subacido.
Su tiempo de recogida de cosecha se inicia a inicios de septiembre. Almacenada en frío se mantiene un mes.

## Progenie
'Geheimrat Doktor Oldenburg' es el Parental-Padre de las variedades de manzanas:
- Elektra.

'Geheimrat Doktor Oldenburg' es el Parental-Madre de las variedades de manzanas:
- Roba,
- Clivia.[4]

## Usos
A menudo se come fresco, manzana de mesa, pero también es una buena manzana para hacer jugo de manzana.
Recomendada para el huerto familiar, en el cultivo comercial de frutas en la actualidad se puede usar para sidra.

## Ploidismo
Diploide, auto estéril.